# Férfi 100 méteres mellúszás a 2013. évi nyári európai ifjúsági olimpiai fesztiválon
A 2013. évi nyári európai ifjúsági olimpiai fesztiválon az úszó versenyszámok közül a férfi 100 méteres mellúszás versenyeit július 16.-án és július 17.-én rendezték Utrechtben.

## Rekordok
A versenyt megelőzően a következő rekordok voltak érvényben:
| EYOF rekord | Johannes Skagius (Svédország) | 1:03.01 | Trabzon, Törökország | 2011 |

## Előfutamok
| H   | Név                    | Nemzet             | E       | Mj |
| --- | ---------------------- | ------------------ | ------- | -- |
| 1.  | Jean Dencausse         | Franciaország      | 1:03.66 | Q  |
| 2.  | Anton Chupkov          | Oroszország        | 1:03.76 | Q  |
| 3.  | Charlie Attwood        | Egyesült Királyság | 1:04.26 | Q  |
| 4.  | Nikola Obrovac         | Horvátország       | 1:05.13 | Q  |
| 5.  | Paulius Grigaliunas    | Litvánia           | 1:05.36 | Q  |
| 6.  | Basten Caerts          | Belgium            | 1:05.44 | Q  |
| 6.  | Yevgen Kurkin          | Ukrajna            | 1:05.44 | Q  |
| 8.  | Antonin Sveceny        | Csehország         | 1:05.45 | Q  |
| 9.  | Mads Henry Steinland   | Norvégia           | 1:05.55 | Q  |
| 10. | Alex Baldisseri        | Olaszország        | 1:05.58 | Q  |
| 11. | Nico Spahn             | Svájc              | 1:05.60 | Q  |
| 12. | Andre Goncalo Santos   | Portugália         | 1:05.74 | Q  |
| 13. | Ivan Gerov             | Bulgária           | 1:05.87 | Q  |
| 14. | Leo Schmidt            | Németország        | 1:06.35 | Q  |
| 15. | Sebastian Steffan      | Ausztria           | 1:06.47 | Q  |
| 16. | Karol Zbutowicz        | Lengyelország      | 1:06.84 | ?  |
| 16. | Werner-Erich Kulla     | Észtország         | 1:06.84 | ?  |
| 18. | Luka Dover             | Szlovénia          | 1:07.12 | T2 |
| 19. | Amir Haviv             | Izrael             | 1:07.25 |    |
| 19. | Deniss Komars          | Lettország         | 1:07.25 |    |
| 21. | Juan Luis Vega Trejo   | Spanyolország      | 1:07.47 |    |
| 22. | Sóós Dániel            | Magyarország       | 1:07.60 |    |
| 23. | Peter Durisin          | Szlovákia          | 1:07.83 |    |
| 24. | Bram Lamberts          | Luxemburg          | 1:08.00 |    |
| 25. | Benjamin Dzihic        | Svédország         | 1:08.57 |    |
| 26. | Ahmet Mustafa Kurtulus | Törökország        | 1:08.67 |    |
| 27. | Werneri Koskinen       | Finnország         | 1:10.21 |    |
| 28. | Vanik Barseghyan       | Örményország       | 1:10.67 |    |
| 29. | Murat Ayhan            | Azerbajdzsán       | 1:23.06 |    |

## Szétúszás
| H  | Név                | Nemzet        | E       | Mj |
| -- | ------------------ | ------------- | ------- | -- |
| 1. | Karol Zbutowicz    | Lengyelország | 1:06.20 | Q  |
| 2. | Werner-Erich Kulla | Észtország    | 1:06.71 | T1 |

## Elődöntők
| H   | Név                  | Nemzet             | E       | Mj   |
| --- | -------------------- | ------------------ | ------- | ---- |
| 1.  | Anton Chupkov        | Oroszország        | 1:02.57 | Q CR |
| 2.  | Jean Dencausse       | Franciaország      | 1:03.46 | Q    |
| 3.  | Charlie Attwood      | Egyesült Királyság | 1:03.51 | Q    |
| 4.  | Paulius Grigaliunas  | Litvánia           | 1:04.46 | Q    |
| 5.  | Nikola Obrovac       | Horvátország       | 1:04.61 | Q    |
| 6.  | Yevgen Kurkin        | Ukrajna            | 1:04.66 | Q    |
| 7.  | Antonin Sveceny      | Csehország         | 1:04.69 | Q    |
| 8.  | Basten Caerts        | Belgium            | 1:04.93 | Q    |
| 9.  | Alex Baldisseri      | Olaszország        | 1:04.96 | T1   |
| 10. | Ivan Gerov           | Bulgária           | 1:05.29 | T2   |
| 11. | Andre Goncalo Santos | Portugália         | 1:05.43 |      |
| 12. | Nico Spahn           | Svájc              | 1:05.45 |      |
| 13. | Leo Schmidt          | Németország        | 1:05.90 |      |
| 14. | Mads Henry Steinland | Norvégia           | 1:06.18 |      |
| 15. | Karol Zbutowicz      | Lengyelország      | 1:06.23 |      |
| 16. | Sebastian Steffan    | Ausztria           | 1:06.68 |      |

## Döntő
| H     | Név                 | Nemzet             | E       | Mj |
| ----- | ------------------- | ------------------ | ------- | -- |
| Arany | Charlie Attwood     | Egyesült Királyság | 1:03.19 |    |
| Ezüst | Anton Chupkov       | Oroszország        | 1:03.26 |    |
| Bronz | Nikola Obrovac      | Horvátország       | 1:03.86 |    |
| 4.    | Yevgen Kurkin       | Ukrajna            | 1:04.30 |    |
| 5.    | Paulius Grigaliunas | Litvánia           | 1:04.44 |    |
| 6.    | Jean Dencausse      | Franciaország      | 1:04.78 |    |
| 7.    | Basten Caerts       | Belgium            | 1:05.12 |    |
| 8.    | Antonin Sveceny     | Csehország         | 1:05.19 |    |